# Denise Vilela de Rezende
Denise Vilela de Rezende Santiago (1959) es una ingeniera agrónoma, micóloga, botánica, taxónoma, curadora, anatomista vegetal, y profesora brasileña.

## Biografía
En 1982, obtuvo el título de ingeniera agrónoma por la Universidad Federal de Lavras; el máster en patología vegetal por la Universidad Federal de Viçosa (1986) supervisada por el Dr. Acelino Couto Alfenas, y defendiendo la tesis: Patogenese da ferrugem prospodium bicolor do ipe amarelo tabebuia serratifolia; y el doctorado en fitopatología por la Universidad de Brasilia (1999).
Es profesora "DE" en el Departamento de Patología Vegetal, Instituto de Ciencias Biológicas de la Universidad de Brasília, realizando actividades académicas y de pesquisas en patología forestal, micología, taxonomía de hongos del Cerrado sensu lato. Es especialista en taxonomía de Urediniomycetes; encuesta, diagnostica y realiza la etiología de enfermedades de especies nativas del Cerrado, forestales y exóticas; enfermedades de Eucalyptus, Pinus (teca y álamo- nuevas); enfermedades en plantas ornamentales herbáceas, arbustivas y arbóreas. Diagnóstico, etiología y control de enfermedades en viveros del DF (enfermedades bióticas y abióticas). Levantamiento de enfermedades bacterianas que presentan en la reforestación de eucalipto en Goiás y el Distrito Federal (asociación con el sector bacteriología del Dto. de Fitopatología / UNB). Investigación sobre fotoacústica aplicada a la detección de enfermedades vegetales, en colaboración con el Instituto de Física / UNB. Etiología y tratamiento de semillas nativas e importadas para la fabricación de artesanía en Brasil; innovación tecnológico-técnica de tratamiento natural CDT / UNB. Premio FINEP de Innovación Tecnológica / Región Centro-Oeste. Presentó y protocolizó una patente, con solicitud de depósito en el INPI.

## Algunas publicaciones
- CRUZ, A. F.; PIRES, M. C.; SOARES, W. R. O.; REZENDE, D. V.; BLUM, L. E. B. 2014. Soil-Borne Plant Pathogens Associated to Decline of Grapevine Grown in Greenhouse. Journal of Plant Physiology & Pathology 2: 1-6 doi:10.4172/2329-955X.1000115

- MARQUES, EDER; UESUGI, CARLOS H.; FERREIRA, MARISA A.S.V.; REZENDE, DENISE V. DE. 2012. Characterization of isolates of Ralstonia solanacearum biovar 2, pathogenic to Eucalyptus 'urograndis' hybrids. Tropical Plant Pathology (impreso) 37: 399-408

- FREITAS SILVA, Denise de Freitas; ANDRADE, Camilo L. T.; RESENDE, Álvaro Vilela; HICKMANN, Clério; AMARAL, Tales Antônio; ALVES, Maria Emília Borges. 2012. Nitrogen dynamics in soils cultivated with maize and fertilized with pig slurry. Ambiente & Água - An Interdisciplinary Journal of Applied Science, 7 (1): 9-23

- BARRETO, S. S.; REZENDE, D. V.; BLUM, L. E. B. 2011. Fungos em sementes de plantas ornamentais. Revista Brasileira de Sementes (impreso) 33: 561-573

- REZENDE, D. V.; O. A. C. NUNES; OLIVEIRA, A. C. 2009. Photoacoustic study of fungal disease of Acai (Euterpe oleracea) seeds. International Journal of Thermophysics 30: 1-10

- REZENDE,D. V. 2007. Sistemática de Uredinales da família Raveneliaceae em espécies do cerrado brasileiro. Revisão Anual de Patologia de Plantas 15: 99-172

- SOTÃO, Helen Maria Pontes; HENNEN, Joe Fleetwood; REZENDE, D. V. 2007. Puccinia caxiuanensis sp. nov. de Uredinales em espécies de Burseraceae no Brasil. Hoehnea (São Paulo) 34: 493-495

- ARRUDA, M. C. C.; MILLER, R. N. G.; FERREIRA, M. S. V.; REZENDE, D. V.; RESENDE, M. L. V.; DIANESE, J. C.; FELIPE, M. S. S. 2005. Crinipellis brasiliensis, a new species based on morphological and molecular data. Mycologia, The Mycological Society of Amn 97 (6): 1348-1361

- REZENDE, D. V.; DIANESE, J. C. 2003. Revisão taxonõmica de algumas espécies de Ravenelia em leguminosas do Cerrado brasileiro. Fitopatologia Brasileira, SBF, Fortaleza, Ce 28 (1): 16-25

- REZENDE, D. V.; DIANESE, J. C. 2003. Espécies de Uromyces em leguminosae do Cerrado com descrição de U. galactiae. Fitopatologia Brasileira, SBF, Fortaleza, Ce 28 (5): 495-501

- REZENDE, D. V.; DIANESE, J. C. 2002. Aspectos taxonômicos de Uredinales infectando leguminosas utilizadas na arborização urbana do Distrito Federal. Fitopatologia Brasileira, Brasil 27 (4): 361-371

- REZENDE, D. V.; DIANESE, J. C. 2001. New species of Ravenelia from Braziliam Cerrado areas. Fitopatologia Brasileira, SBF/ Fortaleza, CE 26: 627-634

- RESENDE, M. L. V.; NOJOSA, G. B. A.; SILVA, L. H. C.; NIELLA, G. R.; CARVALHO, G.; REZENDE, D. V.; BEZERRA, J. L. 2000. Crinipellis perniciosa proveniente de um novo hospedeiro, Heteropterys acutifolia, é patogênico ao cacaueiro. Fitopatologia Brasileira, Fortaleza, CE 25 (10): 88-91

- HIRATSUKA, Y.; FERREIRA, F. A.; REZENDE, D. V. 1999. Uromyces ipatingae sp. nov., the Teleomorph of Uredo goeldii, a rust of Clitoria farchildiana from Brazil. Fitopatologia Brasileira, Fortaleza, CE 24 (1): 88-92

- REZENDE, D. V.; FERREIRA, F. A. 1993. Histopatologia e ontogenia das estrutura reprodutivas de Prospodium bicolor, ferrugem do ipê amarelo(Tabebuiaserratifolia). Fitopatologia Brasileira, SBF 18 (1): 24-33

- REZENDE, D. V.; FERREIRA, F. A.; MATSUOKA, K. 1993. Penetração de estruturas infectivas por basidiósporos, eciósporos e urediniósporos de Prospodium bicolor em folíolos de ipê-amarelo (Tabebuia serratifolia). Fitopatologia Brasileira, SBF, Brasília, DF 18 (1): 19-23

### En Congresos
- REZENDE, D. V.; NUNES, O.A.C.; OLIVEIRA, A. C. 2012. Ultraviolet to infrared photoacustic spectroscopy of smut caused by Ustilago maydis in teozinte (Zea mays var. mexicana). In: 45.º Congresso Brasileiro de Fitopatologia, Manaus. Tropical Plant Pathology (Suplemento) Viçosa, MG: Sociedade Brasileira de Fitopatologia, v. 37 p. 524-524
- FELIZOLA, L. B.; ARAUJO, L. M.; REZENDE, D. V. 2011. Levantamento, diagnose e manejo de doençasfúngicas em plantas nativas de cerrado e exóticas em condições de viveiro da NOVACAP, Distrito Federal. In: XVII Congresso de Iniciação Científica da UnB, Brasília, DF

En XLIVº Congresso Brasileiro de Fitopatologia, Bento Gonçalves, RS. Tropical Plant Pathology (impreso) Lavras, MG - Sociedade Brasileira de Fitopatologia, 2011. v. 36
- ARAUJO, L. M. ; FELIZOLA., L. B. ; REZENDE, D. V. Diagnose de doenças fúngicas em viveiros de plantas nativas de cerrado e exóticas, a partir de sementes no Distrito Federal, p. 918
- FELIZOLA, L. B.; ARAUJO, L. M.; REZENDE, D. V. Mancha foliar de Caryota mitis causada por Cylidrocladium pteridis em condições de viveiro no Distrito Federal, p. 917
- REZENDE, D. V.; NUNES, O.A.C.; OLIVEIRA, A. C. Photoacoustic study of crazy top (Sclerophythora macrospora) of corn (Zea mays var. mexicana), p. 869
- REZENDE, D. V.; INÁCIO, C. A. . Primeiro relato de Melampsora medusae f. speciales deltoides em Populus deltoides (Álamo) no Distrito Federal, p. 1101
- RODRIGUES, T. O.; GONÇALVES, L. E. N.; PEREIRA-CARVALHO, R. C.; INÁCIO, C. A.; SOUZA, E. S. C.; BOITEUX, L. S.; REZENDE, D. V.; FONSECA, M. E. N.; LEMES, G. P ; DIANESE, J. C. Análise molecular e morfológica de fungos causadores de oidios em espécies de Euphorbia e Enterolobium no Brasil, p. 1250

- REZENDE, D. V. 2010. Fungos causadores de ferrugem sobre mini cambará roxo (Lantana camara) (Verbenaceae) no Distrito Federal. In: 43.º Congresso Brasileiro de Fitopatologia, Cuiabá, MT. Tropical Plant Pathology. Lavras, MG. Sociedade Brasileira de Fitopatologia
- NUNES, O. A. C.; REZENDE, D. V.; OLIVEIRA, A. C. 2010. Estudo da crosta marom (Apiosphaeria guaranitica) do ipê amarelo (Handroanthus serratifolius) a través do efeito fotoacústico. In: XLIII Congresso brasileiro de Fitopatologia. Cuiabá, MT. Tropical Plant Pathology (impreso) Lavras, MG: Sociedade Brasileira de Fitopatologia, v. 35. p. S138

En XLIIº Congresso Brasileiro de Fitopatologia, Rio de Janeiro. Tropical Plant Pathology (impreso) Lavras, MG - Revista Oficial da Sociedade Brasileira de Fitopatologia, 2009. v. 34
- MARQUES, E.; REZENDE, D. V.; UESUGI, C. H.; MARQUES, E. Primeiro relato da biovar 2 de Ralstonia solanacearum em eucalipto no Brasil, p. S5
- MAFFON, H. P.; ARAÚJO, A. C. G.; FARIAS, M.P.; REZENDE, D. V.; MENDES, M.P.; PAZ-LIMA, M.L. Fases sexual e assexual de Puccinia sp. em folhas de Ipomoea triloba, p. S175

En XLIº Congresso Brasileiro de Fitopatologia, Belo Horizonte. Tropical Plant Pathology. Lavras, MG - Sociedade Brasileira de Fitopatologia, 2008 v. 33
- REZENDE, D. V.; NUNES, O. A. C.; RODRIGUEZ, A. F. R.; OLIVEIRA, A. C. Diagnosis and strudy of fungal disease of açaí seeds (Euterpe oleraceae) by photoacoustic spectroscopy, p. S 283
- ZOCCOLI, Débora Maria; TOMITA, C. K.; REZENDE, D. V. Determinação dos níveis de resistência de variedades de crisântemo de corte cultivadas no inverno, p. S 187
- ZOCCOLI, Débora Maria; TOMITA, C. K.; REZENDE, D. V. Determinação dos níveis de resistência de variedades de crisântemo de corte cultivadas no verão, p. S 189
- REZENDE, D. V.; PERNA, S. R. Identificação de fungos apodrecedores de árvores vivas no campus da Universidade de Brasília , p. S 269
- MARQUES, E.; REZENDE, D. V.; UESUGI, C. H. Primeiro relato de biovar 2 de Raustonia Solanacearum em eucalipto no Brasil, p. S5

## Honores

### Membresías
- de la Sociedad Botánica del Brasil.[7]

### Premios
- 2006: tratamiento preventivo y curativo de Sementes para Confecção de Artesanato, Premio FINEP de Inovação Tecnológica categoria Inovação Social. Primer lugar
- 2001: premio de mejor trabajo de Iniciação Científica da sessão 8, na área de Botânica e Fitopatologia, CNPq e Decanato de Pós- graduação da Universidade de Brasília
- La abreviatura «Rezende» se emplea para indicar a Denise Vilela de Rezende como autoridad en la descripción y clasificación científica de los vegetales.[8]